# Zapalenie okołokoronowe
Zapalenie okołokoronowe (łac. pericoronitis) – zapalenie tkanek miękkich otaczających koronę częściowo wyrzniętego zęba, zarówno dziąsła jak i mieszka zębowego.